# Zgornje Koseze
Zgornje Koseze is een plaats in Slovenië en maakt deel uit van de gemeente Moravče in de NUTS-3-regio Osrednjeslovenska. De plaats telde 104 inwoners op 1 januari 2020.